# Johannes Stabius
Johannes Stabius (~1468 – Graz, 1522. január 1.) humanista, természettudós, történész.

## Élete

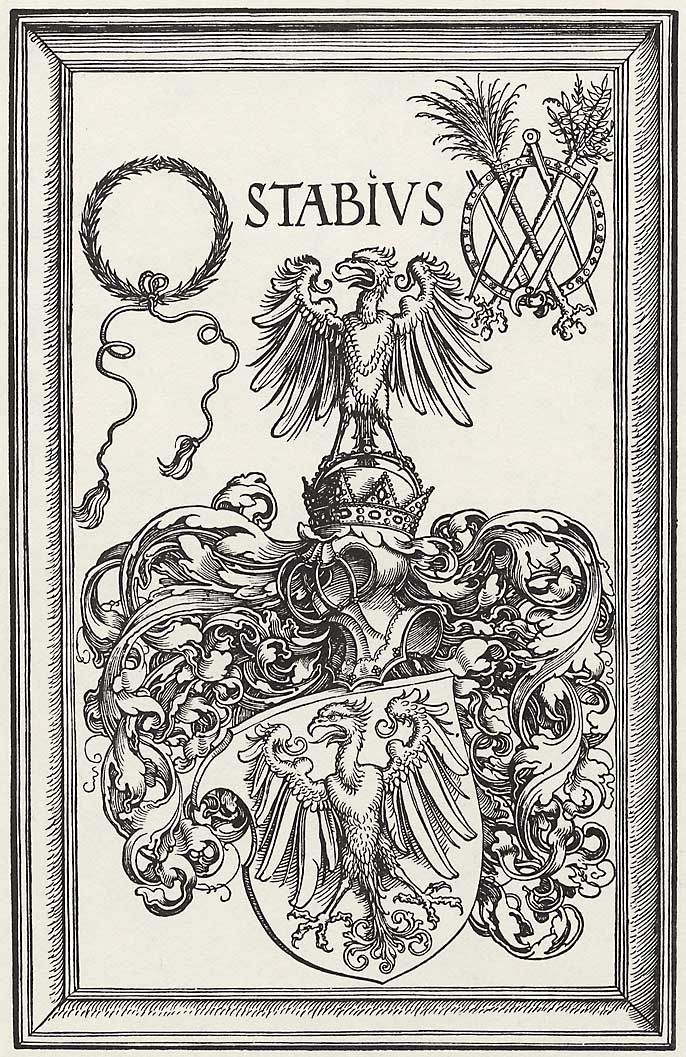
Stabius-címer Albrecht Dürertől

1482-től az ingolstadti egyetemen tanult, ahol 1484-ben szerzett diplomát. Ezután megfordult Nürnbergben és Bécsben, majd 1498-tól az ingolstadti egyetemen matematikát tanított. 1503 nyarán I. Miksa császár szolgálatába lépett, útjain elkísérte és tanácsadója volt.